# Šťastný kominík
Šťastný kominík, estonsky Õnnelik korstnapühkija, je bronzová plastika na náměstí Karjavärava (Karjavärava plats), ve čtvrti Vanalinn města Tallinn v Estonsku.

## Další informace
Šťastný kominík je dílo od estonského sochaře Tauno Kangro (*1966), které zobrazuje kráčejícího šťastného kominíka se štětkou omotanou přes rameno a cylindrem na hlavě. Plastika byla odhalena 15. května 2010 a je umístěna na dlažbě náměstí. Za kominíkem jsou také jeho bronzové stopy na dlažbě. Dílo, které má hmotnost cca 250 kg, je jedním z hlavních symbolů historického centra Tallinnu. Podle pověry, dotyk knoflíku kominíka způsobuje splnění tužeb a proto jsou na plastice jasně viditelně (osahané) světlejší odstíny knoflíků v porovnání s ostatními bronzovými částmi díla.